# Route 62 (Ontario)
Pour les articles homonymes, voir Route 62.
La route 62 est une route provinciale de l'Ontario reliant le comté du Prince-Édouard (Prince Edward County) à Maynooth, passant entre autres par Belleville, Madoc et Bancroft, dans le sud de la province. Elle possède une longueur de 166 kilomètres.

## Description du Tracé

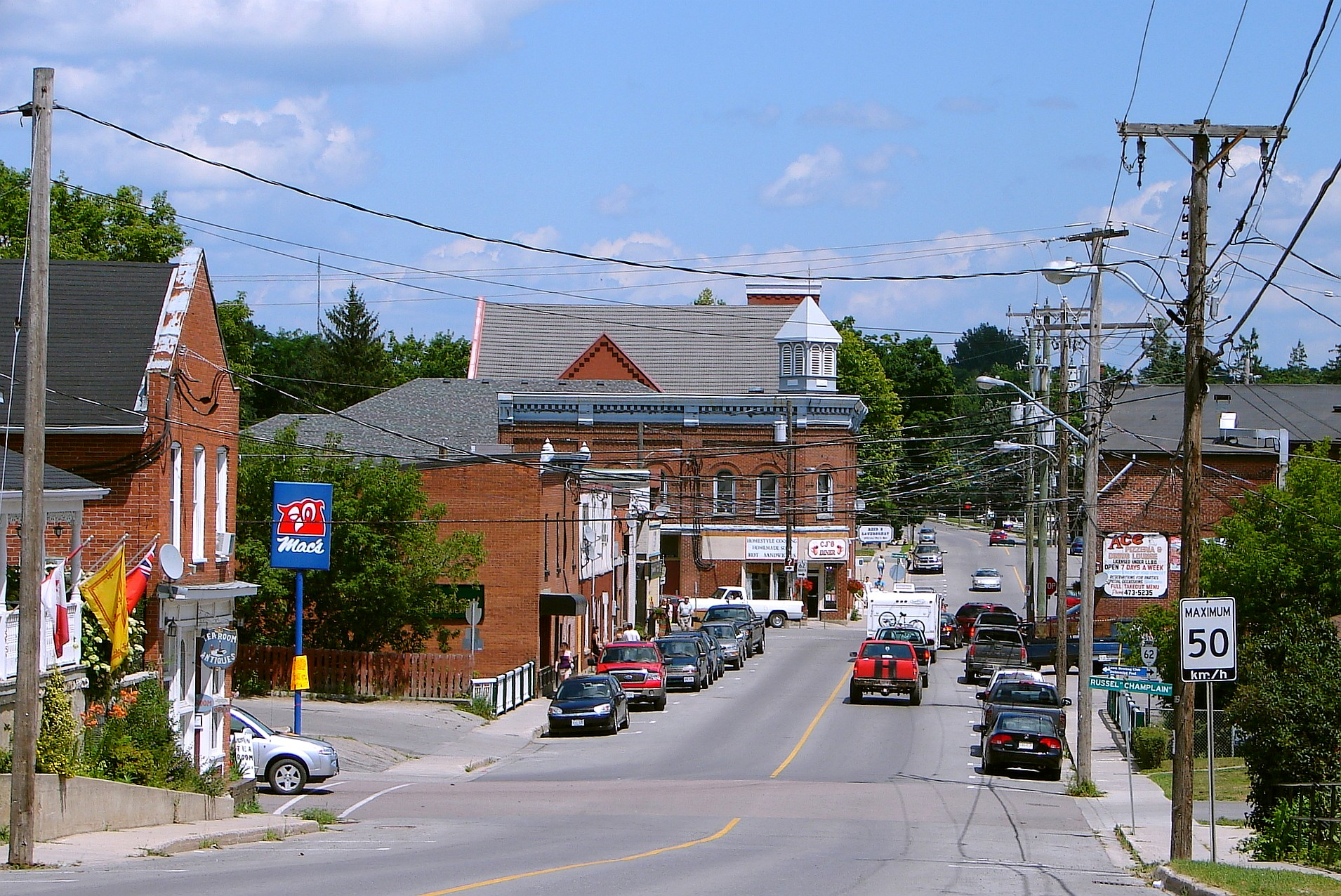
Madoc centre-ville

La route 62 commence à l'ouest de Picton, au terminus ouest de la Route 33, à Bloomfield (en). Elle prend ensuite le nord-ouest en suivant la baie de Quinte et en passant tout juste à l'est du centre des forces armées canadiennes de Mountain View. 14 kilomètres au nord, elle traverse justement la baie pour faire son entrée dans la plus grande ville de la région, Belleville.
 Dans Belleville, elle suit le tracé des rues Dundas et Pinnacle, passant directement dans le centre-ville avant de rejoindre l'autoroute 401 (sortie 543) en direction de Toronto ou de Montréal. Elle poursuit ensuite sa route vers le nord en passant près de Foxboro et de Crookston, allant jusqu'à la Route 7 nord à Madoc, en direction de Peterborough ou de Carleton Place. La 62 poursuit ensuite sa route vers le nord pendant 70 kilomètres, soit jusqu'à Bancroft, où elle croise la Route 28. Après Bancroft, elle se dirige jusqu'à Maynooth, où elle se termine au terminus sud de la Route 127. La route 62 continue ensuite en tant que route locale 62 en direction de Combermere. 

## Intersections Principales
| ville           | km  | Intersection | destinations                         | notes                |
| --------------- | --- | ------------ | ------------------------------------ | -------------------- |
| Bloomfield (en) | 0   | R-33 est     | Picton, Amherstview                  | Début de la 62       |
| Belleville      | 32  | A-401        | Toronto, Montréal                    | Échangeur Cloverleaf |
| Madoc           | 71  | R-7          | Peterborough, Carleton Place, Ottawa |                      |
| Bancroft        | 141 | R-28         | Debigh, Pembroke, Haliburton         |                      |
| Maynnoth        | 166 | R-127 nord   | Parc Provincial Algonquin            | Fin de la 62         |